# Польова кухня

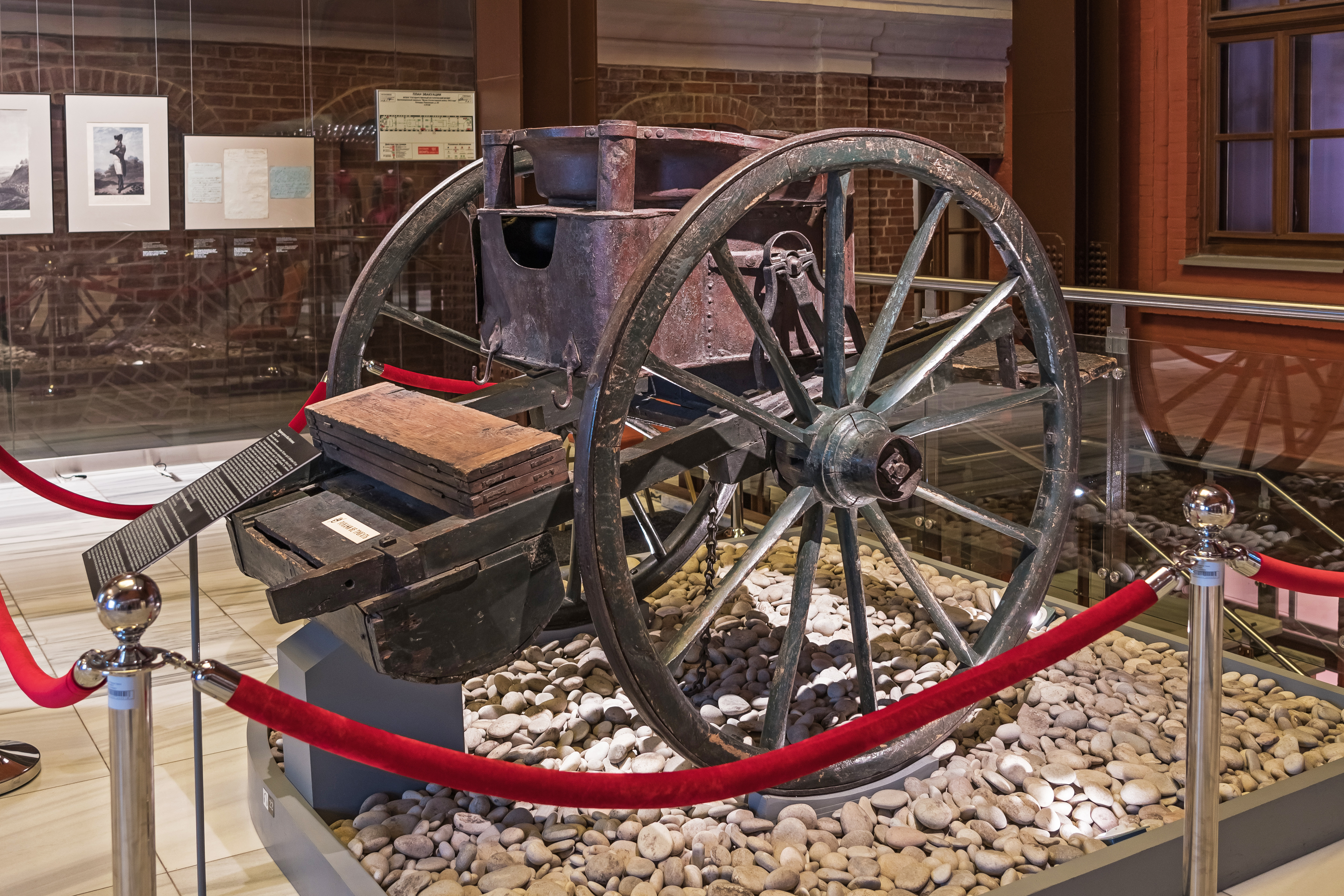
Польова кухня армії Наполеона 1811 р

Польова кухня — спеціальний транспортний засіб або причіп, призначений для приготування їжі та організації харчування особового складу формувань, у польових (похідних) умовах, на віддалених об'єктах, в підрозділах та військових частинах, де відсутні стаціонарні об'єкти для приготування їжі. 
Базується на пересувному шасі або на платформі вантажного автомобіля. У склад польової кухні входить один або кілька казанів, а також відділення для зберігання продуктів і кухонного приладдя. Може включати в себе приміщення-їдальню.
Винайдена в м. Жмеринка, Вінницької область, Україна Турчанович Антоном Федоровичнем, котрий перебував на посаді заступника командира з господарської частини 12-го полку стрілецької армії.

## Історія
Вперше польова кухня зустрічається в армії Наполеона. Конструкція кухні включала мідний бачок для варіння їжі, вбудований всередині великого бака, наповненого водою, під яким розташовувалася дров'яна топка. Завдяки «водяній бані» їжа не підгорала. Готувати їжу можна було як на привалі, так і на ходу. Кип'яток з великого баку можна використати для заварювання чаю. Похідна кухня змонтована на одноосному візку на підвісі Кардана, так що частково компенсує повздовжню хитавицю при русі; спереду, під голоблями, підвішувався дерев'яний ящик для кухонного приладдя, над ним складалися секції кришки столу. Спереду і ззаду до рами кріпилися дерев'яні підніжки. Відкидні підставки, що кріпилися до голоблі, забезпечували стійкість візка, після того як з неї випрягатли коня.
Близько 60 таких кухонь були замовлені перед походом в Росію в війська 1-го армійського корпусу, яким командував Луї Ніколя Даву. Коли армія Наполеона відступала, всі обози кинули ще до переправи через річку Березіну і кухні взято трофеєм, одна із них є в експозиції Музею Вітчизняної війни 1812 року (Росія).

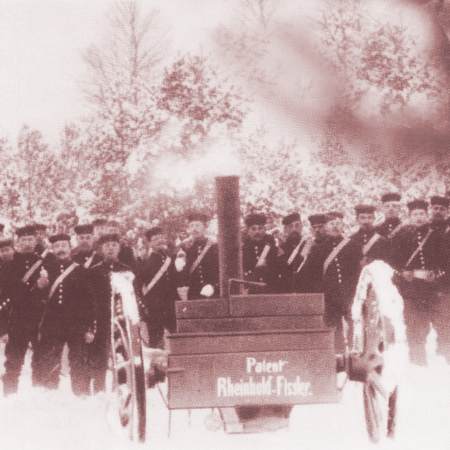
Польова кухня Фісслера 1892

19 січня 1818 р. німецький письменник Гете документував у своєму щоденнику розроблений з Фрідріхом фон Курковським-Айхеном дизайн мобільної польової кухні. В 1850 році Аптекар міста Альтона Генріх Цайзе та його син Теодор зареєстрували патенту на мобільну кухню. Це був чотириколісний віз з пароваркою. Під час Шлезвіг-Гольштейнської війни (1848—1851 рр.) Польова кухня Цайзе служила військовою мобільною польовою кухнею.

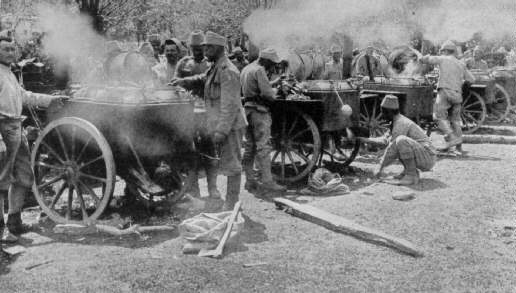
Польова кухня часів Першої світової війни (1914—1918)

Патент Російської Імперії на польову кухню отримав офіцер армії, українець Турчанович Антон Федорович. До розроблення кухні на колесах Турчановича спонукав конкурс, оголошений військовим міністерством. Технічні умови були такі: вимагалося побудувати похідні кухні двох типів — піхотно-артилерійську (на 4 колесах) і кавалерійську (на 2 колесах). У 1908 році патентне відомство Російської імперії видало мешканцю містечка Жмеринка А.Турчановичу «Патент на привілей 12 256».
Загалом на конкурс було представлено 15 зразків кухонь на колесах. Найбільш відомими стали на той час, крім кухні системи Турчановича, проекти Маргушина, Кшиштофа, товариства Путиловських заводів.

У Червоній армії використовувались похідні кухні кавалерійського та піхотно-артилерійського зразків 2КО і 2КО-У. Ці кухні буксирувались кінною тягою.

Польова кухня у Другій світовій війні
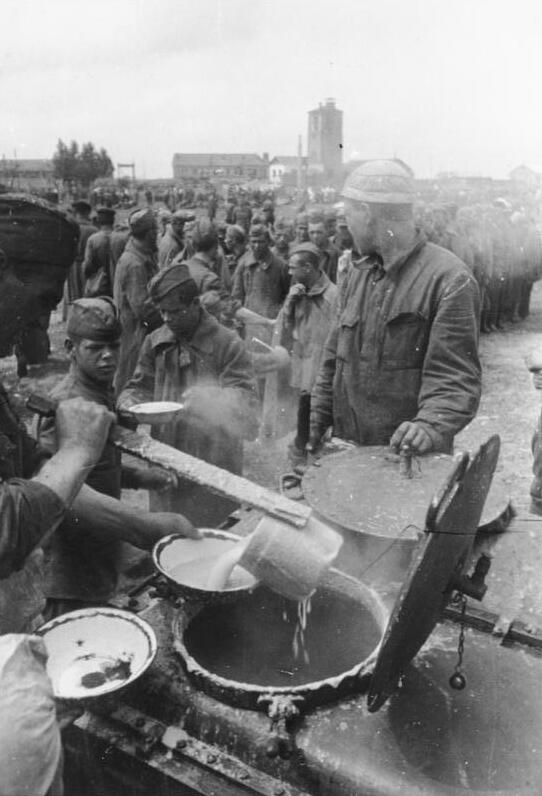
Роздача юшки з кухні 2КО або 2КО-У радянським військовополоненим в таборі в Вітебську через 6 днів після його окупації, липень 1941 року.
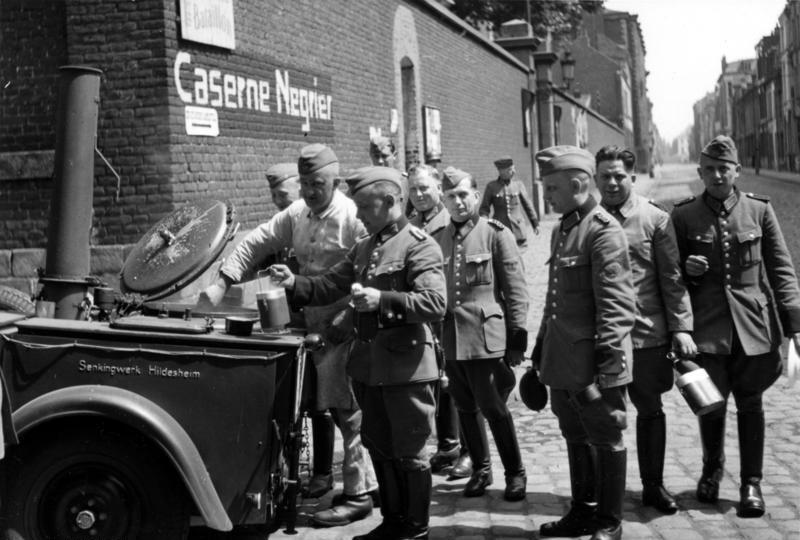
Поліцаї поряд з польовою кухнею на гумовому ходу, Лілль, Франція, на розі Фасад де Эспланада, вул. Негрієр, 1940
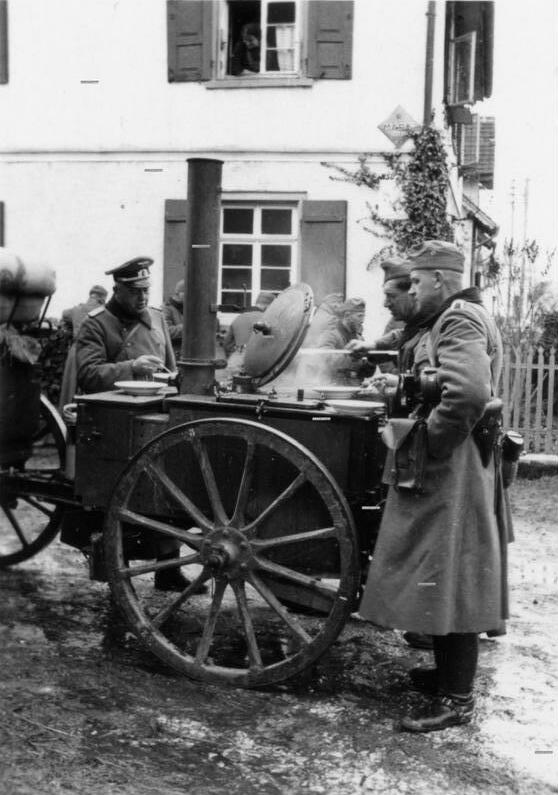
Німецька польова кухня, 1940
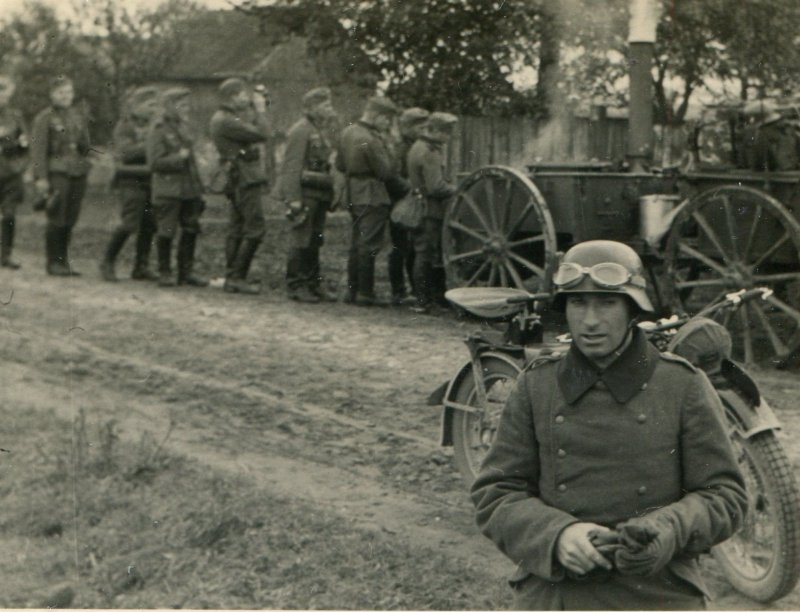
Німецька польова кухня, двовісний варіант
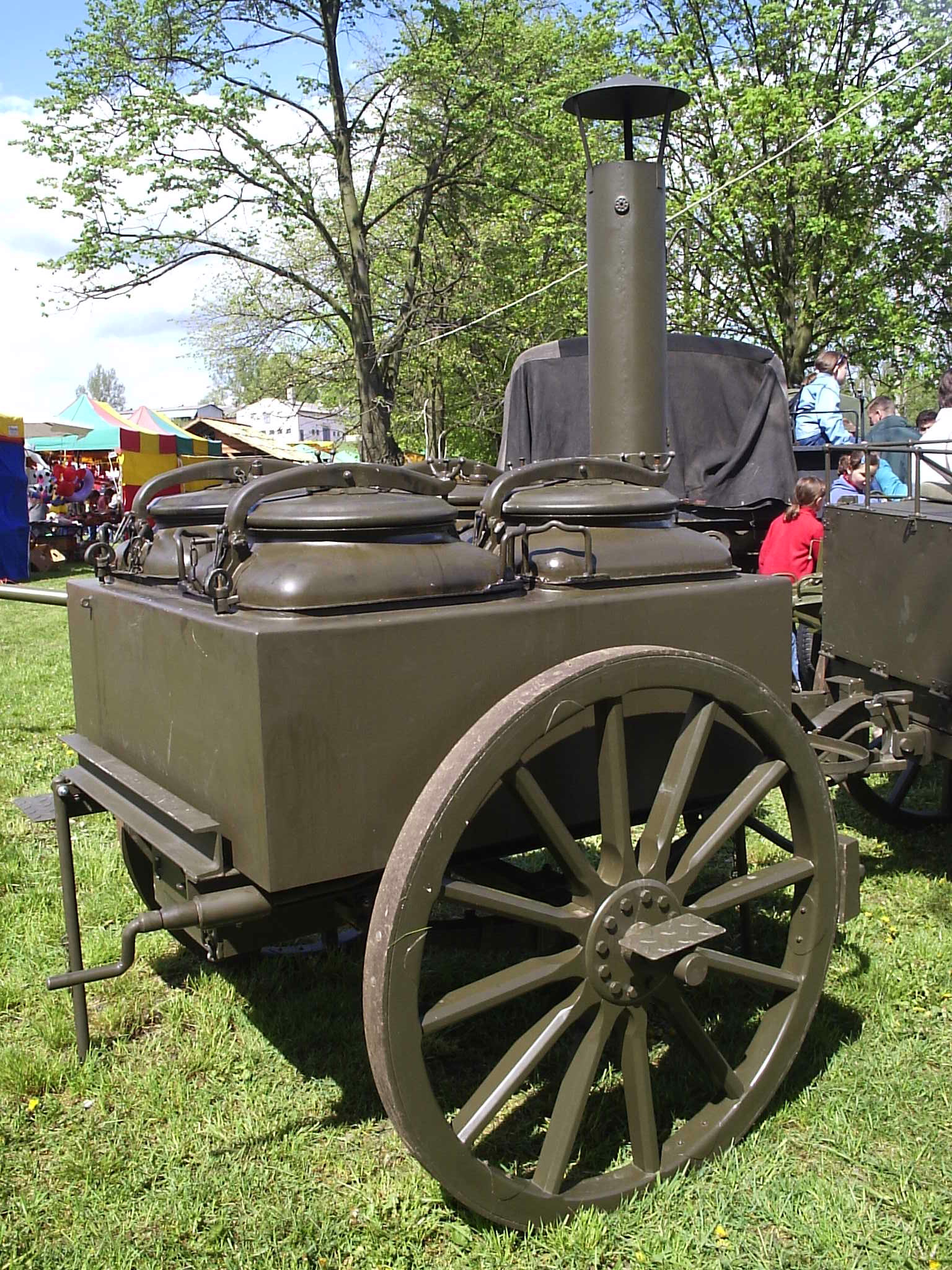
Польська польова кухня WZ.36

Перед німецько-радянською війною були розроблені кухня-автопричіп КП-3-37 (вона ж КП-3) з трьома казанами, а також кухня ПК-39 та ПК-Ч-40 — обладнана чавунним казаном, що не вимагав лудження.
У 1941 році важку кухню КП-3 замінили більш легкою КП-41, на базі якої у 1942 році була розроблена КП-42, в 1946 році модернізована (КП-42М).
Кухні — автопричепи КП-41 і КП-42 надходили на постачання мотомеханізованих и танкових частин. Буксирувались вантажівками ГАЗ-АА і ГАЗ-ААА (ГАЗ-3А). Кінна запряжка для них не передбачалась.

Сучасні польові кухні, офіційно зараховувані до засобів приготування та транспортування гарячої їжі для особового складу військ у польових умовах, можуть монтуватися на двоколісному причепі, на автомобілі, на гусеничному тягачі. Вони можуть мати один, два, три чи чотири казани, їжу в них готують як під час руху, так і на стоянках.

Сучасні польові кухні
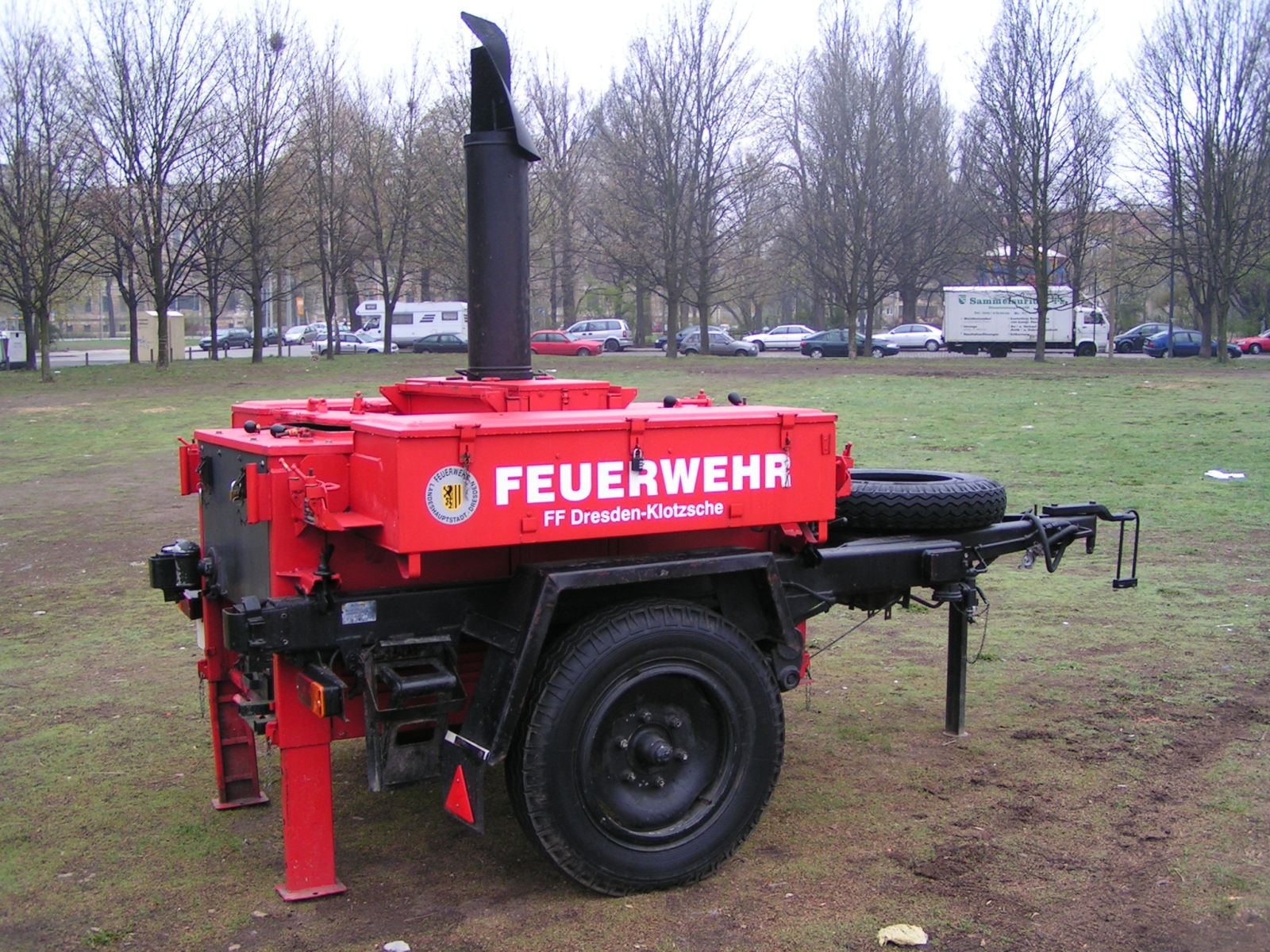
Польова кухня німецьких пожежників
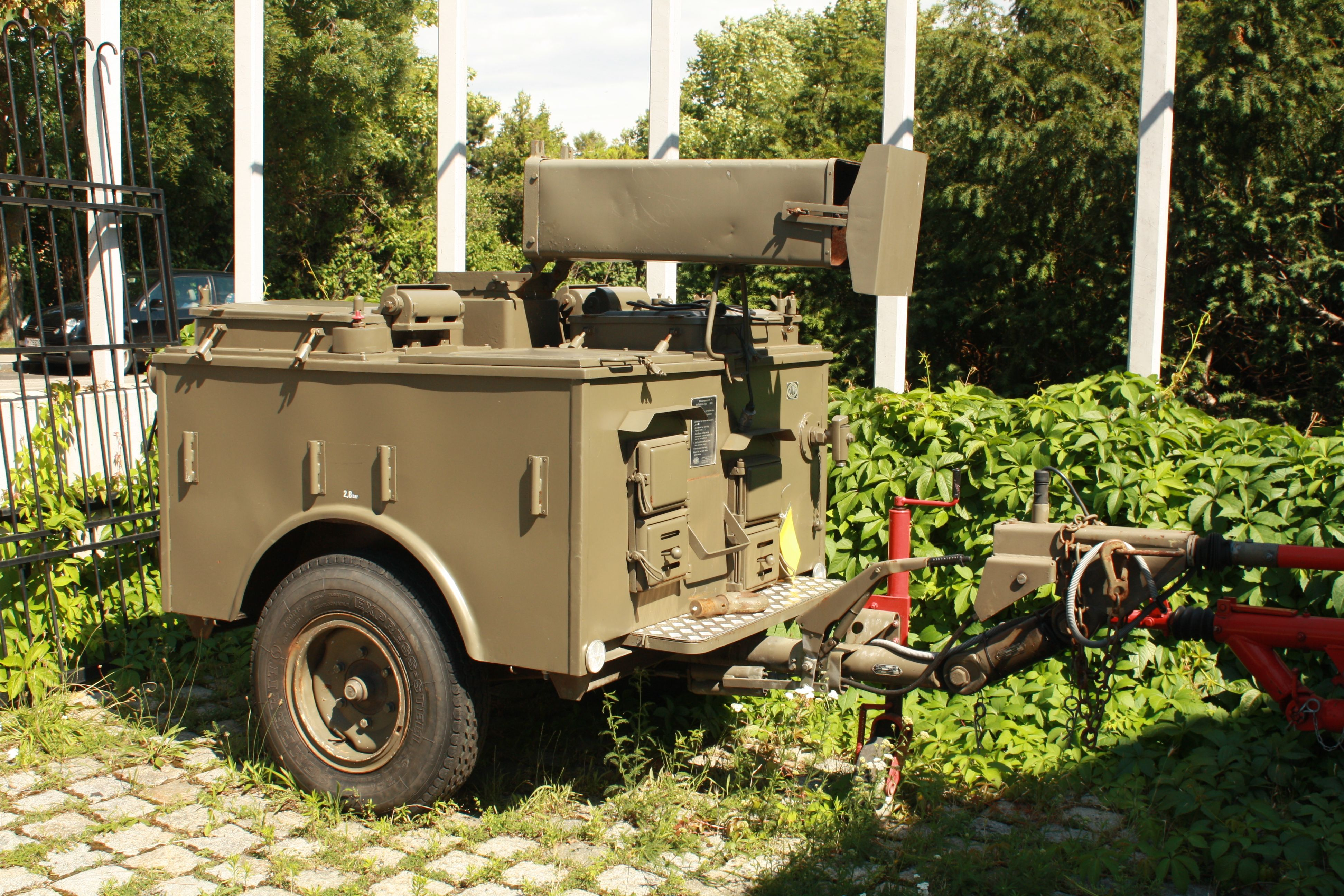
Австрійська польова кухня
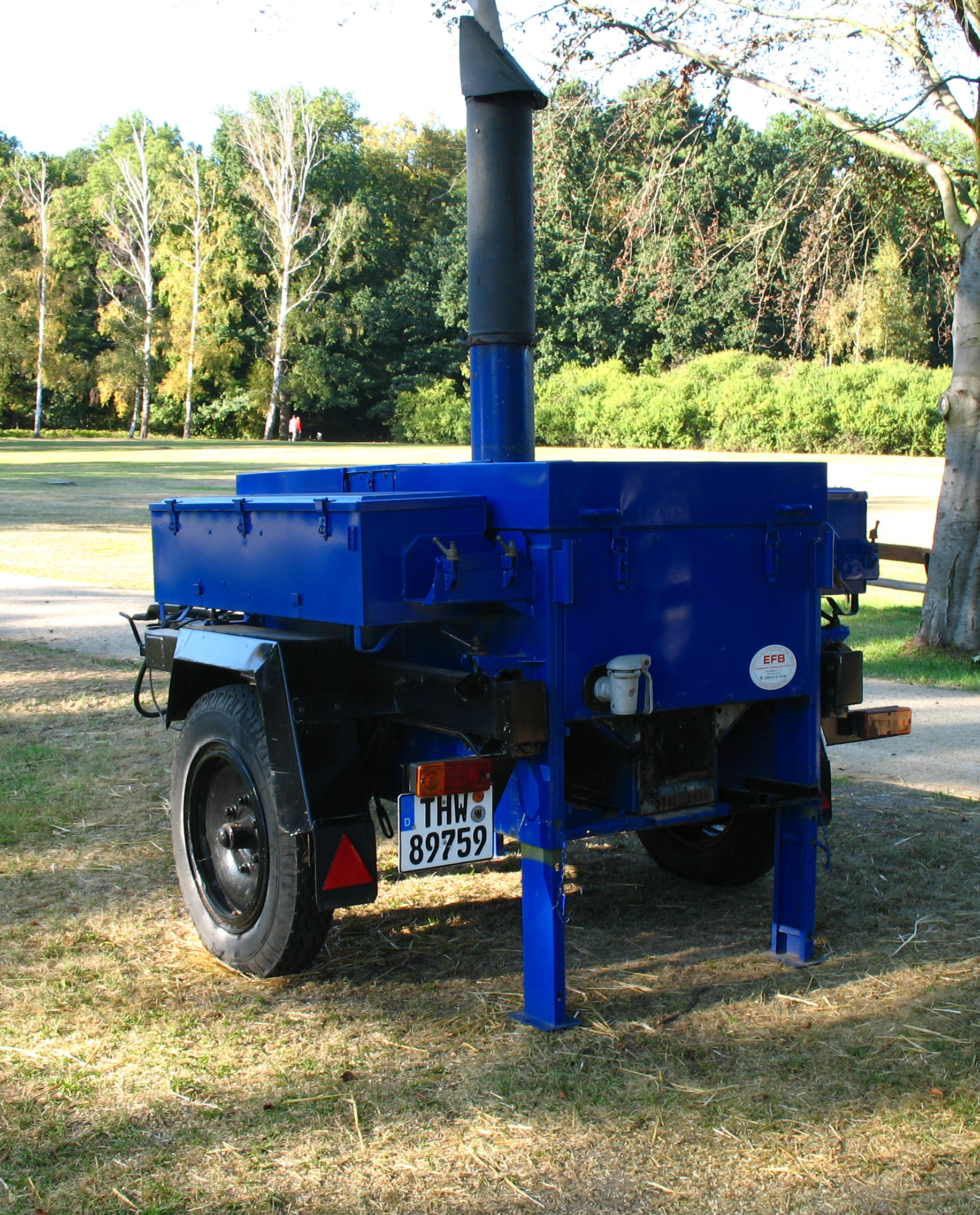
Сучасна німецька польова кухня THW
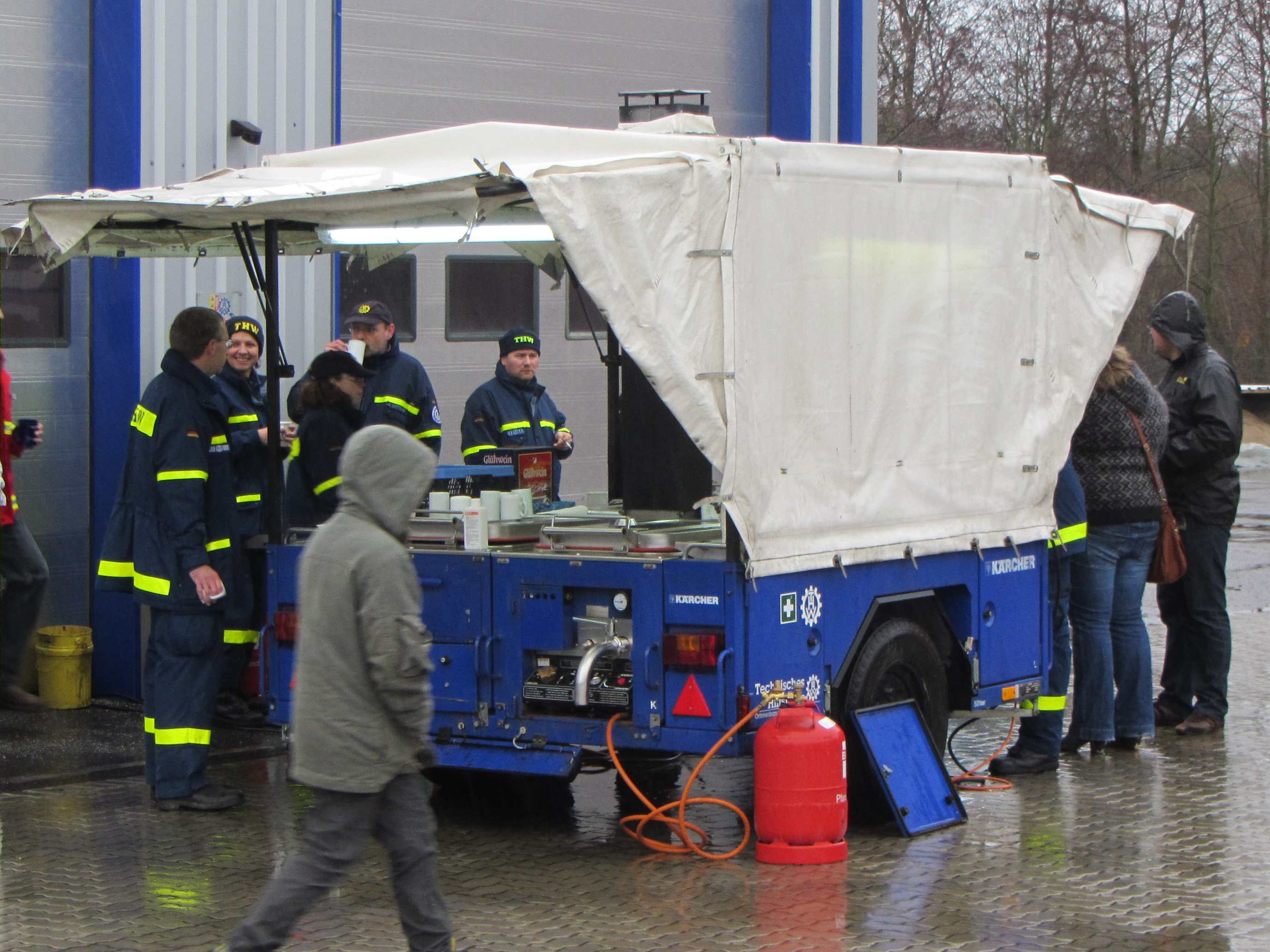
Польова кухня у розгорнутому стані.
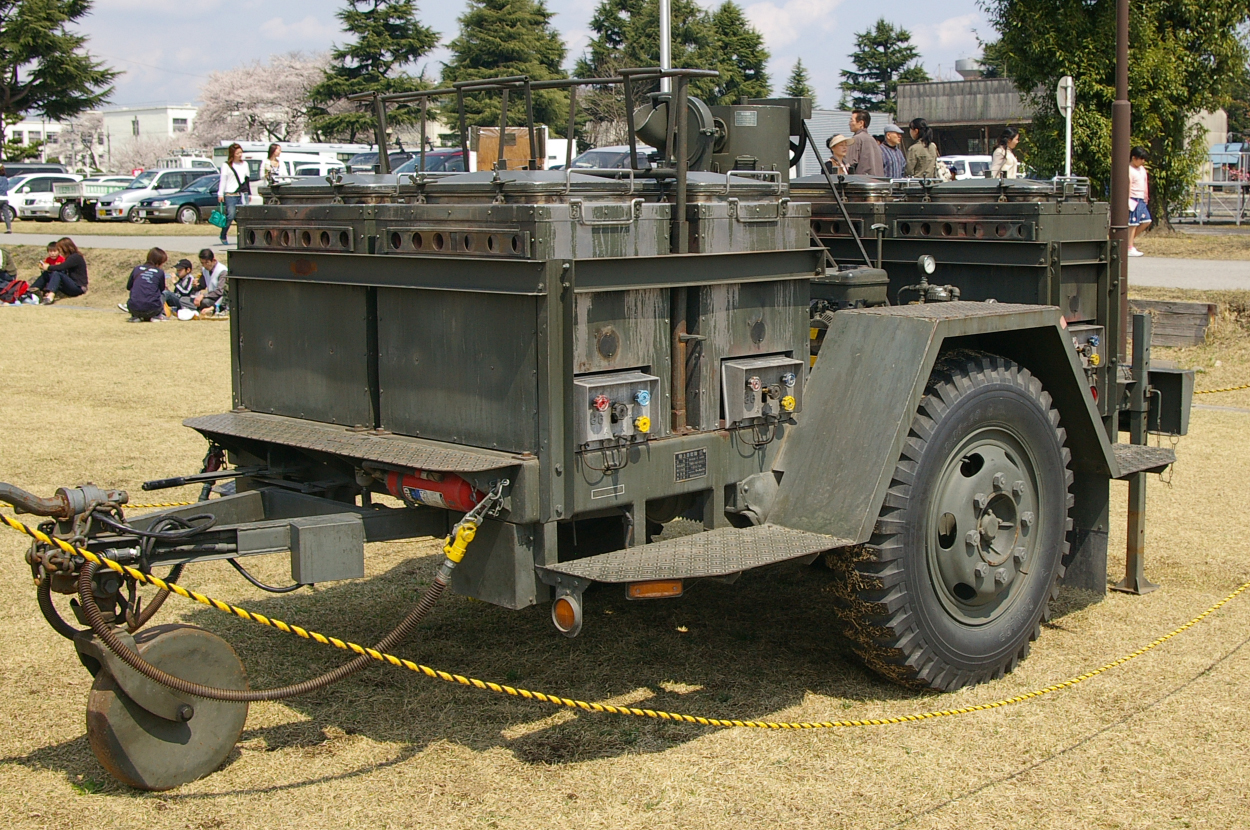
Японська польова кухня SDF